# Sałtyczija
Sałtyczija (ukr. Салтичія) – wieś na Ukrainie, w obwodzie zaporoskim, w rejonie berdiańskim, w hromadzie Czernihiwka. W 2001 liczyła 513 mieszkańców.